# Coupe de France de cyclo-cross 2022
Navigation
2021 2023
La Coupe de France de cyclo-cross 2022 est la 40e édition de la Coupe de France de cyclo-cross (anciennement Challenge la France cycliste de cyclo-cross). Elle se déroule du 22 octobre 2022 à Nommay au 4 décembre 2022 à Troyes. Les six manches sont réparties sur trois week-ends, un même lieu accueillant une première manche le samedi et une deuxième le dimanche. 
Le samedi, les juniors femmes courent avec les élites femmes (et espoirs) mais possèdent leur propre classement général tandis que chez les hommes, les espoirs courent avec les élites tandis que les juniors ont leur propre course : ces trois catégories ont chacune leur classement général.
Le dimanche, les juniors femmes courent avec les cadettes tandis que les élites courent avec les espoirs et chez les hommes, il existe une épreuve pour chaque catégorie : cadets, juniors, espoirs et élites.

## Hommes élites

### Résultats
| # | Date        | Lieu   | Vainqueur      | Deuxième       | Troisième         | Leader du classement général |
| - | ----------- | ------ | -------------- | -------------- | ----------------- | ---------------------------- |
| 1 | 22 octobre  | Nommay | Gerben Kuypers | Joshua Dubau   | Valentin Guillaud | Gerben Kuypers               |
| 2 | 23 octobre  | Nommay | Gerben Kuypers | Sandy Dujardin | Loris Rouiller    | Gerben Kuypers               |
| 3 | 19 novembre | Camors | Gerben Kuypers | Timon Rüegg    | Loris Rouiller    | Gerben Kuypers               |
| 4 | 20 novembre | Camors | Gerben Kuypers | Joshua Dubau   | Valentin Guillaud | Gerben Kuypers               |
| 5 | 3 décembre  | Troyes | Gerben Kuypers | Clément Horny  | Timon Rüegg       | Gerben Kuypers               |
| 6 | 4 décembre  | Troyes | Clément Horny  | Loris Rouiller | Gerben Kuypers    | Gerben Kuypers               |

### Classement
|    | Coureur           | Équipe                            | Points |
| -- | ----------------- | --------------------------------- | ------ |
| 1  | Gerben Kuypers    | Proximus-AlphaMotorhomes-Doltcini | 265    |
| 2  | Loris Rouiller    | Cross Team Legendre               | 236    |
| 3  | Joshua Dubau      | Van Rysel CX Racing Team          | 229    |
| 4  | Valentin Guillaud | Team Guevel Articreations         | 219    |
| 6  | Steve Chainel     | Cross Team Legendre               | 192    |
| 6  | Romain Seigle     | Van Rysel CX Racing Team          | 180    |
| 7  | Tony Périou       | VCP Loudéac                       | 178    |
| 8  | Arnold Jeannesson | Team Guevel Articreations         | 175    |
| 9  | Mickaël Crispin   | Cross Team Legendre               | 173    |
| 10 | Cyprien Gilles    | Normandie                         | 156    |

## Femmes élites

### Résultats
| # | Date        | Lieu   | Vainqueur           | Deuxième           | Troisième           | Leader du classement général |
| - | ----------- | ------ | ------------------- | ------------------ | ------------------- | ---------------------------- |
| 1 | 22 octobre  | Nommay | Clara Honsinger     | Amandine Fouquenet | Solenne Billouin    | Clara Honsinger              |
| 2 | 23 octobre  | Nommay | Clara Honsinger     | Zoe Bäckstedt      | Amandine Fouquenet  | Clara Honsinger              |
| 3 | 19 novembre | Camors | Anaïs Morichon      | Perrine Clauzel    | Lauriane Duraffourg | Anaïs Morichon               |
| 4 | 20 novembre | Camors | Anaïs Morichon      | Perrine Clauzel    | Amandine Vidon      | Anaïs Morichon               |
| 5 | 3 décembre  | Troyes | Lauriane Duraffourg | Perrine Clauzel    | Maghalie Rochette   | Anaïs Morichon               |
| 6 | 4 décembre  | Troyes | Anaïs Morichon      | Perrine Clauzel    | Amandine Vidon      | Anaïs Morichon               |

### Classement
|    | Coureuse            | Équipe                         | Points |
| -- | ------------------- | ------------------------------ | ------ |
| 1  | Anaïs Morichon      | Arkéa                          | 250    |
| 2  | Perrine Clauzel     | AS Bike Racing                 | 246    |
| 3  | Lauriane Duraffourg | AS Bike Racing                 | 233    |
| 4  | Solenne Billouin    | Team Guevel Articreations      | 227    |
| 5  | Amandine Vidon      | Team Fima - RDV BikeShop Alian | 225    |
| 6  | Laura Porhel        | Team Fima - RDV BikeShop Alian | 209    |
| 7  | Audrey Weingarten   | Sorius                         | 197    |
| 8  | Marlène Petit       | Podiocom CX                    | 194    |
| 9  | Cyriane Muller      | Team CX TPM                    | 188    |
| 10 | Alizée Rigaux       | CC Moncontour                  | 171    |

## Hommes espoirs

### Résultats
| # | Date        | Lieu   | Vainqueur          | Deuxième           | Troisième       | Leader du classement général |
| - | ----------- | ------ | ------------------ | ------------------ | --------------- | ---------------------------- |
| 1 | 22 octobre  | Nommay | Noé Castille       | Rémi Lelandais     | Corentin Lequet | Noé Castille                 |
| 2 | 23 octobre  | Nommay | Rémi Lelandais     | Lukas Vanderlinden | Timothé Gabriel | Rémi Lelandais               |
| 3 | 19 novembre | Camors | Martin Groslambert | Noé Castille       | Rémi Lelandais  | Rémi Lelandais               |
| 4 | 20 novembre | Camors | Martin Groslambert | Rémi Lelandais     | Théo Thomas     | Rémi Lelandais               |
| 5 | 3 décembre  | Troyes | Rémi Lelandais     | Aaron Dockx        | Théo Thomas     | Rémi Lelandais               |
| 6 | 4 décembre  | Troyes | Nathan Bommenel    | Aaron Dockx        | Théo Thomas     | Rémi Lelandais               |

### Classement
|    | Coureur            | Équipe                     | Points |
| -- | ------------------ | -------------------------- | ------ |
| 1  | Rémi Lelandais     | Cross Team Legendre        | 252    |
| 2  | Martin Groslambert | VC Ornans                  | 237    |
| 3  | Noé Castille       | Cross Team Legendre        | 229    |
| 4  | Kenay De Moyer     | Cross Team Legendre        | 206    |
| 5  | Thimothé Gabriel   | Team CX TPM                | 204    |
| 6  | Romain Debord      | Cross Team Legendre        | 194    |
| 7  | Hugo Jot           | Ardennes CrossTeam Gecibat | 188    |
| 8  | Damien Beton       | UC Pélussin                | 180    |
| 9  | Théo Thomas        | Sebmotobikes CX Team       | 173    |
| 10 | Tristan Verrier    | Team Guevel Articreations  | 171    |

## Hommes juniors

### Résultats
| # | Date        | Lieu   | Vainqueur       | Deuxième        | Troisième       | Leader du classement général |
| - | ----------- | ------ | --------------- | --------------- | --------------- | ---------------------------- |
| 1 | 22 octobre  | Nommay | Esteban Foucher | Hippolyte Loete | Nathan Meiller  | Esteban Foucher              |
| 2 | 23 octobre  | Nommay | Aubin Sparfel   | Ferre Urkens    | Esteban Foucher | Esteban Foucher              |
| 3 | 19 novembre | Camors | Léo Bisiaux     | Alexis David    | Aubin Sparfel   | Aubin Sparfel                |
| 4 | 20 novembre | Camors | Léo Bisiaux     | Aubin Sparfel   | Jules Simon     | Aubin Sparfel                |
| 5 | 3 décembre  | Troyes | Léo Bisiaux     | Paul Seixas     | Aubin Sparfel   | Aubin Sparfel                |
| 6 | 4 décembre  | Troyes | Léo Bisiaux     | Alexis David    | Hippolyte Loete | Aubin Sparfel                |

### Classement
|    | Coureur           | Équipe                  | Points |
| -- | ----------------- | ----------------------- | ------ |
| 1  | Aubin Sparfel     | Grand Est               | 231    |
| 2  | Alexis David      | Bourgogne-Franche-Comté | 221    |
| 3  | Hippolyte Loete   | ES Arques               | 217    |
| 4  | Esteban Foucher   | UC Nantes Atlantique    | 206    |
| 5  | Clément Dubois    | Vélophile Naintré       | 199    |
| 6  | Léo Bisiaux       | VC Riomois              | 180    |
| 7  | Nathan Meiller    | MJC Buhl                | 161    |
| 8  | Jarod Egea Garcia | Jouffroy Academy        | 161    |
| 9  | Jules Simon       | US Métro Transports     | 152    |
| 10 | Marius Guiboit    | VC Saint-Lô Pont-Hébert | 147    |

## Femmes juniors

### Résultats
| # | Date        | Lieu   | Vainqueur         | Deuxième        | Troisième        | Leader du classement général |
| - | ----------- | ------ | ----------------- | --------------- | ---------------- | ---------------------------- |
| 1 | 22 octobre  | Nommay | Julie Bego        | Anaïs Moulin    | Lise Klaës       | Julie Bego                   |
| 2 | 23 octobre  | Nommay | Anaïs Moulin      | Wendy Bunea     | Julie Bego       | Anaïs Moulin                 |
| 3 | 19 novembre | Camors | Célia Gery        | Amandine Muller | Anaïs Moulin     | Anaïs Moulin                 |
| 4 | 20 novembre | Camors | Célia Gery        | Amandine Muller | Julie Bego       | Anaïs Moulin                 |
| 5 | 3 décembre  | Troyes | Xaydée Van Sinaey | Célia Gery      | Alexandra Valade | Anaïs Moulin                 |
| 6 | 4 décembre  | Troyes | Xaydée Van Sinaey | Camille Giraud  | Anaïs Moulin     | Anaïs Moulin                 |

### Classement
|    | Coureuse          | Équipe                  | Points |
| -- | ----------------- | ----------------------- | ------ |
| 1  | Anaïs Moulin      | Auvergne-Rhône-Alpes    | 244    |
| 2  | Julie Bego        | Auvergne-Rhône-Alpes    | 234    |
| 3  | Wendy Bunea       | Auvergne-Rhône-Alpes    | 221    |
| 4  | Loane Menager     | Pays de la Loire        | 215    |
| 5  | Léa Coraboeuf     | Pays de la Loire        | 206    |
| 6  | Lisa Klaes        | Normandie               | 204    |
| 7  | Camille Giraud    | Bourgogne-Franche-Comté | 203    |
| 8  | Marie Moissonnier | Auvergne-Rhône-Alpes    | 189    |
| 9  | Romane Reynier    | Bourgogne-Franche-Comté | 185    |
| 10 | Ambre Jouault     | Bretagne                | 168    |